# مانوئل ریچی
مانوئل ریچی (انگلیسی: Manuel Ricci؛ زادهٔ ۲۵ آوریل ۱۹۹۰) بازیکن فوتبال اهل ایتالیا است.
از باشگاه‌هایی که در آن بازی کرده‌است می‌توان به باشگاه ورزشی لاتزیو، باشگاه فوتبال سالرنیتانا، باشگاه فوتبال مونتسا، باشگاه فوتبال رجانا، باشگاه فوتبال آولینو، و باشگاه فوتبال یو. اس. پرگولیتزه اشاره کرد.
وی همچنین در تیم‌های ملی فوتبال زیر ۲۰ سال ایتالیا و Italy at the 2013 Summer Universiade بازی کرده‌است.